# ماتيو سينسيلا
الاسم ماتيو سينسيلا (بالإنجليزي Matteo Cincilla) يبلغ من العمر 19 عام وهو من مواليد 24 أكتوبر 1994 ، يلعب لـ بريمافيرا إنتر ميلان الإيطالي .

## روابط خارجية
- ماتيو سينسيلا على موقع قاعدة بيانات كرة القدم.إي يو (الإنجليزية)
- ماتيو سينسيلا على موقع Soccerway.com (الإنجليزية)
- ماتيو سينسيلا على موقع عالم كرة القدم.نت (الإنجليزية)